# 2003 en philosophie
Chronologie de la philosophie
- 1999
- 2000
- 2001
- 2002
- 2003
- 2004
- 2005
- 2006
- 2007

L’année 2003 a été marquée, en philosophie, par les événements suivants :

## Publications
- L'Art à l'état gazeux, d’Yves Michaud.
- Aimer, s'aimer, nous aimer, de Bernard Stiegler.
- Je t'aime. Une autre politique de l'amour, de Vincent Cespedes.
- Edizioni critiche delle opere filosofiche, scientifiche e teatrali. Edizione nazionale delle opere di Giovan Battista Della Porta. T. 5, 6, 7, 8 : Teatro. T. 9 : De ea naturalibus physiognomonica, 2003.
- Francisco Suárez :  Des lois et du Dieu législateur, Paris, Dalloz, 2003, 688 p.  (ISBN 2-247-05225-8)